# Gnaius Papirius Carbo (consul in 113 v.Chr.)
Gnaeus Papirius Carbo, zoon van Gaius Papirius Carbo, was consul in 113 v.Chr., samen met Gaius Caecilius Metellus Caprarius.
Hij was volgens Cicero de vader van Gnaius Papirius Carbo, die driemaal consul was, terwijl deze laatste door Velleius Paterculus een broer van Gaius Papirius Carbo Arvina wordt genoemd. Dit probleem kan worden opgelost door te veronderstellen dat het woord frater in Velleius het equivalent is van frater patruelis of "neef". Tijdens zijn consulaat trokken de Cimbren vanuit Gallië Italië en Illyricum binnen en Carbo, die tegen hen werd uit gezonden, werd met zijn hele leger op de vlucht gedreven. Hij werd nadien in beschuldiging gesteld door Marcus Antonius Orator -we weten niet wat de grond hiervoor was- en maakte een eind aan zijn leven door middel van een oplossing van vitriool tot zich te nemen.

## Referentie
- (en)  E.H. Bunbury, art. Carbo (3), in W. Smith, Dictionary of Greek and Roman Biography and Mythology, I, Boston, 1867, p. 611.